# Nando's

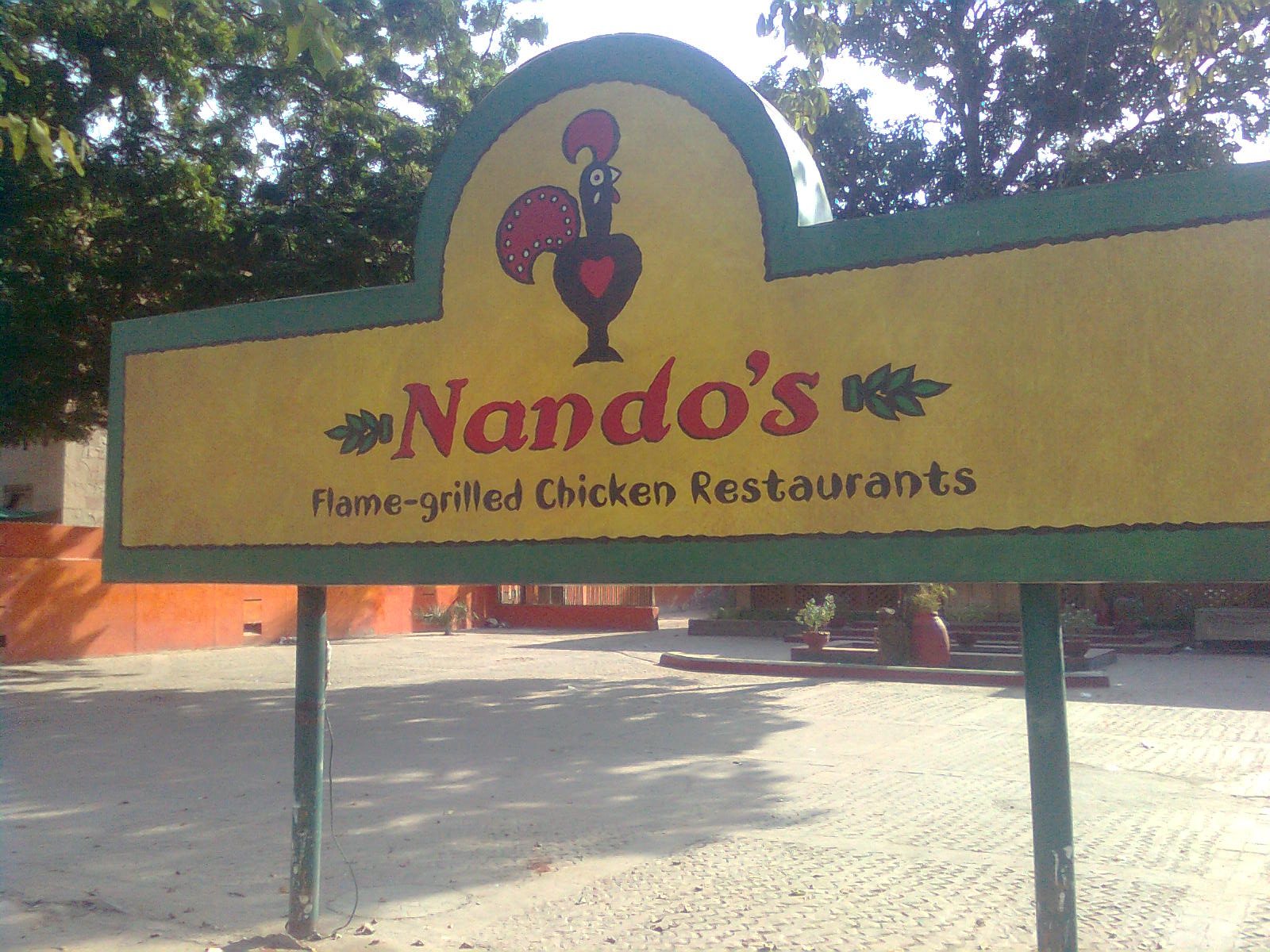
Nando's in Lahore, Pakistan

Nando's is een Zuid-Afrikaanse restaurantketen met Afrikaans-Portugese gerechten, hoofdzakelijk met gemarineerde piripiri-kipgerechten. Nando's heeft vestigingen in meer dan 30 landen. De sauzen van Nando's zijn ook verkrijgbaar in de supermarkt.
De kipgerechten kunnen geserveerd worden in de smaak Lemon & Herbs of met een hete piripiri-saus van mild tot extra heet. Daarnaast kent Nando's salades en wraps. Ook zijn er groepsgerechten gericht op groepen die gezamenlijk willen dineren.

## Geschiedenis
Nando's werd opgericht in september 1987 in Johannesburg, Zuid-Afrika. Het eerste Nando's-restaurant werd geopend toen Robert Brozin en Fernando Duarte het restaurant Chickenland in Rosettenville, een voorstad van Johannesburg, overnamen. De naam Nando's is een verwijzing naar Fernando. De Portugese cultuur en eetgewoonten werd naar Johannesburg gebracht toen Portugezen zich daar vestigden op zoek naar goud.